# توماس جيبسون سلون
توماس جيبسون سلون (بالإنجليزية: Thomas Gibson Sloane)‏ هو عالم حشرات وفلاح أسترالي، ولد في 20 أبريل 1858، وتوفي في 20 أكتوبر 1932.